# 布里傑灣
60°33′S 45°51′W / 60.550°S 45.850°W
布里傑灣是南極洲的海灣，位於南奧克尼群島的科羅內申島北岸，處於蒂克爾角以西，寬5公里，該海灣在1821年由美國的捕海豹船發現。